# Jüdischer Friedhof (Lingen)

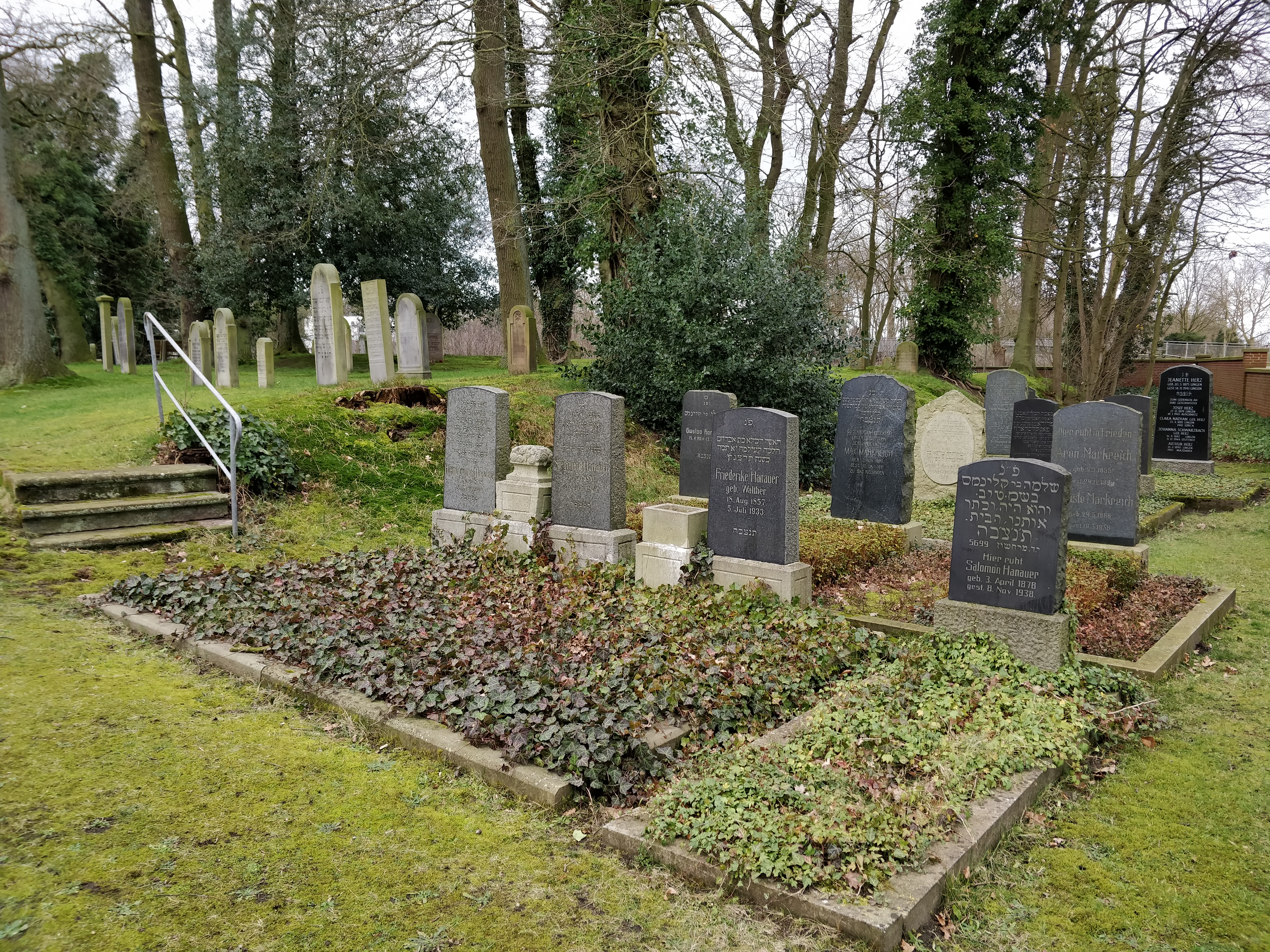
Blick über den Friedhof

Der Jüdische Friedhof in Lingen (Landkreis Emsland) ist ein geschütztes Kulturdenkmal.

## Beschreibung
Auf dem 1341 m² großen Friedhof an der „Weidestraße“ befinden sich 71 Grabsteine. Der älteste stammt aus dem Jahr 1771, der jüngste aus dem Jahr 2021.

## Geschichte

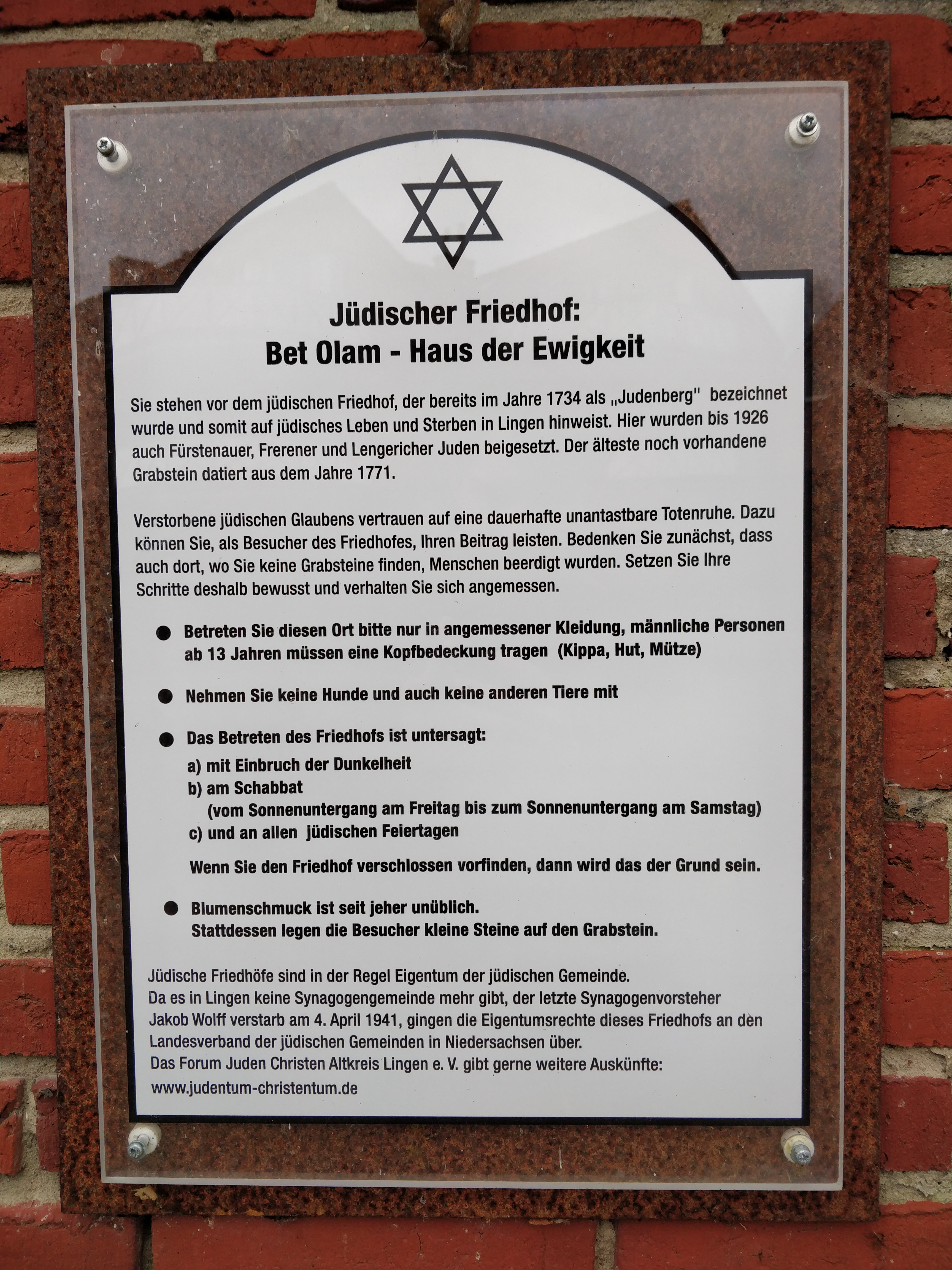
An der Friedhofsmauer angebrachte Infotafel

1952 befand sich der Friedhof im Besitz der Jewish Trust Corporation (JTC) und seit 1959 befindet er sich im Besitz des Landesverbandes der Jüdischen Gemeinden von Niedersachsen. Ab 1980 kümmerte sich ein Gymnasium um die Friedhofspflege, seit 1986 ist die Stadt Lingen und ein ökumenischer Arbeitskreis zuständig. Instandsetzungen erfolgten in den Jahren 1954, 1959 und 1995. In den Jahren 1958, 1972/73, 1975 und 2002 wurden Grabsteine umgestürzt oder beschädigt.